# Dinolarnaca
Dinolarnaca is een geslacht van rechtvleugeligen uit de familie Gryllacrididae. De wetenschappelijke naam van dit geslacht is voor het eerst geldig gepubliceerd in 2008 door Gorochov.

## Soorten
Het geslacht Dinolarnaca omvat de volgende soorten:
- Dinolarnaca deinura Gorochov, 2008
- Dinolarnaca furcilla Gorochov, 2008